# Old Corner Bookstore
Old Corner Bookstore est une maison de Boston dans le Massachusetts qui date de 1718. Elle fut construite par un apothicaire puis devint une librairie en 1832. Elle fut restaurée avec grand soin par l'Historical Society de Boston.
De 1832 à 1865, le Old Corner Bookstore était le siège de la maison d'édition Ticknor and Fields. Pour une partie du XIXe siècle, l'entreprise a été l'une des maisons d'édition les plus importantes des États-Unis et l'Old Corner Bookstore est devenu un lieu de rencontre pour des auteurs comme Henry Longfellow, Ralph Waldo Emerson, Nathaniel Hawthorne, Charles Dickens et Oliver Wendell Holmes.